# Baraki Barak
Baraki Barak é uma pequena cidade do Afeganistão localizada na província de Logar. Era a capital da província de Logar, até 1996, quando a sede da província foi movida para Pol-e 'Alam.